# 荣剑
荣剑（1957年—），出生于浙江定海，祖籍山东肥城，中华人民共和国自由派学者，现居美国。

## 生平
1978—1982年，曲阜师范大学中文系学士。
1983—1986年，中国人民大学马克思主义哲学史专业硕士，师从庄福龄，论文题为《青年马克思的国家和社会理论》。
1986—1989年，继续攻读哲学博士，师从靳辉明，论文题为《马克思的国家和社会理论》。六四后被开除。
后成为独立学者。

## 著作
- 《超越与趋同》，中国人民大学出版社，1988年
- 《民主论》，上海人民出版社，1989年[1]
- 《马克思晚年的创造性探索》，河南人民出版社，1993年
- 《社会批判的理论与方法——马克思若干重要理论研究》，中国社会科学出版社，1998年[2]
- 《新盛世危言——荣剑时政评论录》，博登书屋，2020年[3]

## 思想
荣剑认为，他以及其他中国自由派学者与汪晖的争论并非什么左右（新左派与自由派）之争，而是“文明和野蛮之争”。
他认为能否告别革命，“只能基于我们对当下社会矛盾的判断，这些社会矛盾是否已到了现行制度无法解决的程度”，而“中国当前的社会矛盾，主要根源和早期资本主义一样，都是在于少数人垄断了经济资源和政治资源。”
黎安友认为，在荣剑看来，中国的问题是总体性的、长期性的和制度性的，是一个漫长而缓慢的政治发展过程的一部分，这个过程已经持续了一个多世纪，还没有结束，或许只有通过国家政治制度的变革才能解决。今天的中国已经进入繁荣阶段，教育水平提高，中产阶级增多，大部分地区都有现代化的基础设施，其余落后地区正在迅速追赶。与过去中国发展的每一个阶段一样，政治制度需要随着社会的变化而变化。这种变革将由中国人民自己设计和推动。